# Kokosmakrone

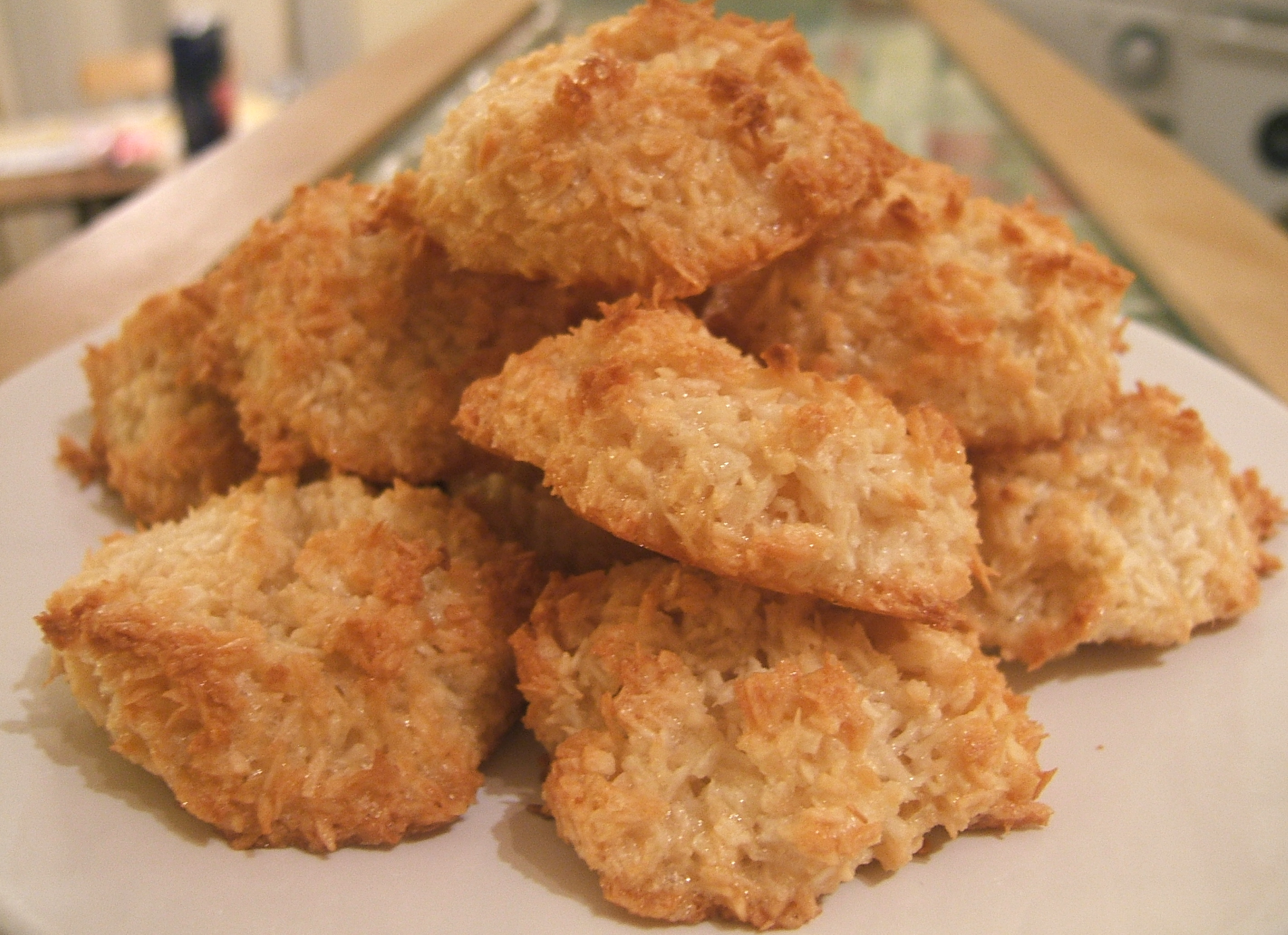

Eine Kokosmakrone, in Österreich auch Kokosbusserl genannt, ist ein kleines Gebäck aus Makronenmasse. Diese feine Backware enthält üblicherweise kein Mehl. Für Kokosmakronen ist die Verkehrsbezeichnung „Makronen“ ohne den Namenszusatz Kokos- nicht zulässig.
Cocos-Makronen können Ende des 19. Jahrhunderts in deutschen Schriftstücken nachgewiesen werden.
Die Zutaten für Kokosmakronen bestehen aus Zucker, Kokosflocken und Eiklar im ungefähren Verhältnis von 2:1:1; um eine optimale Bindigkeit zu erzielen, wird der Masse bis zu 3 % der Gesamtmasse an Stärke zugesetzt. Die Kokosmakronenmasse wird vor dem Backen abgeröstet, d. h., die Masse wird bis zur Massentemperatur von 70 bis 72 °C erhitzt, bis das Ablösen der Masse vom Kesselrand erkennbar wird, was die richtige Bindigkeit der Eiklar-Zucker-Grundlage anzeigt. Die fertige Kokosmakronenmasse wird so heiß wie möglich mit einem Spritzbeutel auf gefettete und bemehlte Bleche, auf Backpapier oder auf Oblaten aufdressiert.